# Jungfru Marie död (Caravaggio)
Jungfru Marie död är en oljemålning av den italienske barockkonstnären Caravaggio. Den målades 1601–1606 och ingår i samlingarna på Louvren i Paris. 
Caravaggio målade verket på uppdrag av juristen Laerzio Cherubini (1556–1626) för kyrkan Santa Maria della Scala i Rom. Beställaren och prästerskapet i kyrkan var dock missnöjda med tavlan; en prostituerad misstänktes ha stått modell för madonnan, hennes ben var blottade och den uppsvullna kroppen allt för realistisk. På uppmuntran av Peter Paul Rubens förvärvades den istället av Ferdinando Gonzaga, hertig av Mantua. Den var därefter i Karl I av Englands och den franske konsthandlaren Everhard Jabachs (1618–1695) ägo, innan Ludvig XIV införskaffade tavlan 1671. 
Målningen skildrar hur Jesu lärjungar och den sittande Maria från Magdala sörjer Jungfru Maria. Johannes evangelisten är sannolikt den stående vid hennes huvudända. En röd baldakin ramar in målningen som präglas av allvar, stillhet och sorg. Jungfru Maria avbildades av Caravaggio under ett snarlikt rött draperi i Rosenkransmadonnan. 